# ایتوشیما، فوکوئوکا
ایتوشیما (به ژاپنی: 糸島) یکی از شهرهای استان فوکوئوکا است.